# Étienne LeNoir (Uhrmacher)
Étienne LeNoir (auch Lenoir und Le Noir, * 1699 in Paris; † 1778 ebenda, Meister seit 1717) war ein französischer Uhrmacher.

## Leben
LeNoir entstammte einer seit dem 16. Jahrhundert in Paris ansässigen Uhrmacherfamilie. Er war in seiner Zeit einer der herausragenden Meister seiner Zunft. Seine Reputation beruhte nicht auf eigenen Erfindungen, sondern auf seiner Fähigkeit Uhren von gleichbleibend hoher Qualität in großer Zahl in seinem gut organisierten Betrieb herstellen zu können. Auch seine Söhne Étienne LeNoir II. und Pierre Étienne LeNoir signierten ihre Erzeugnisse mit dem werbewirksamen Namenszug des Vaters. Die Werkstatt bestand bis in die 1820er Jahre und verwendete weiterhin diese Signatur. Die Brüder leiteten das Familienunternehmen und arbeiteten dabei mit renommierten Bronziers und Boîtiers zusammen. Unter anderem mit Charles Cressent und Jacques Dubois. Sie belieferten wichtige Uhrenhändler und die Höfe in Madrid, Neapel oder München.

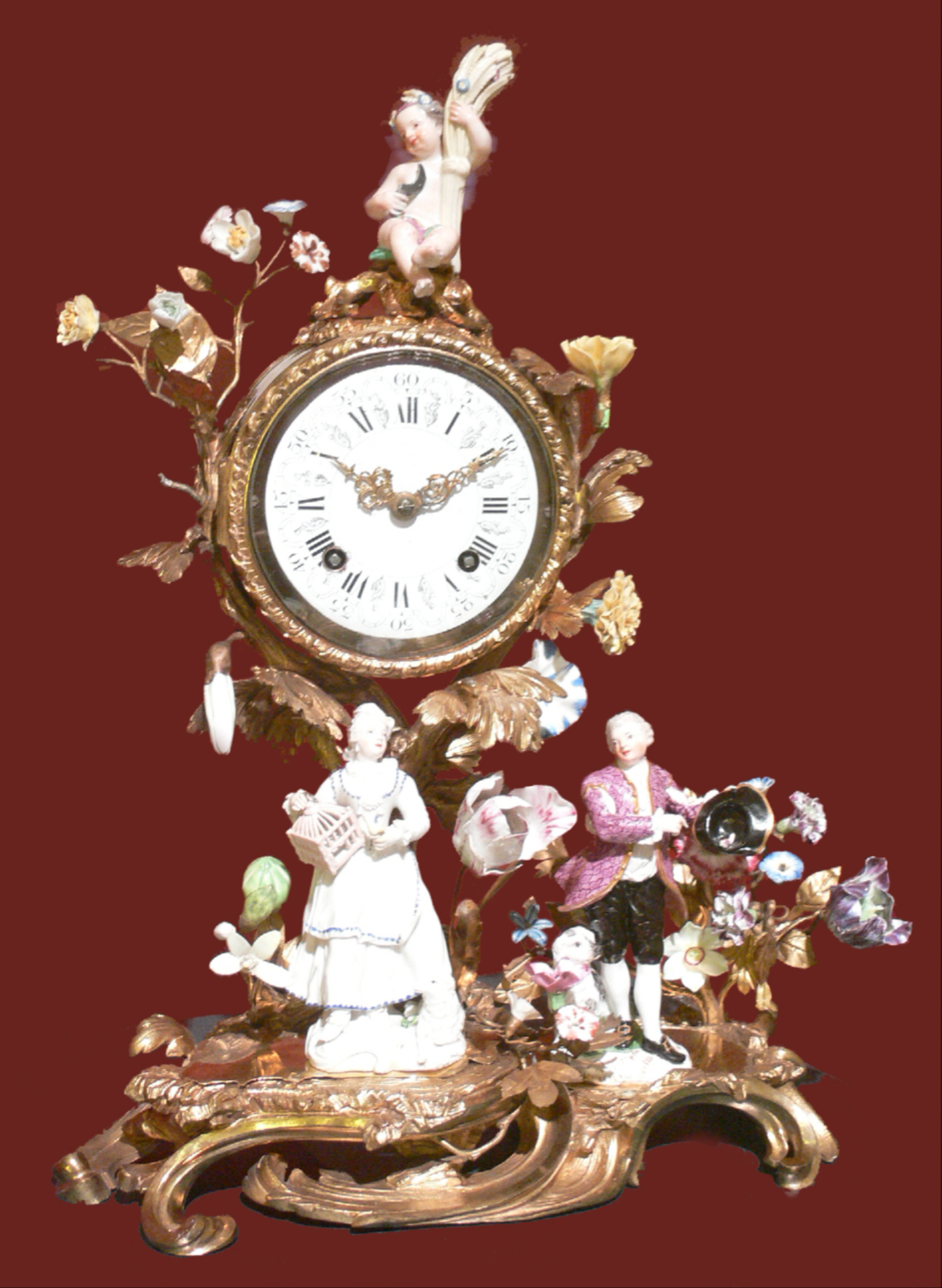
Pendeluhr Paris um 1765

Mit Bronzemontierungen versehene Uhren von LeNoir befinden sich unter anderem in:
- Münchner Residenz
- Schloss Wilhelmsthal, Calden
- Eremitage, St. Petersburg
- J. Paul Getty Museum, Malibu
- Kleines Wandkartell, gravierte und vergoldete Bronze, dekoriert mit Laub und Blütchen, auf dem Zifferblatt beschriftet mit „Etienne Lenoir, à Paris“ aus der Zeit Ludwig XV.[2]
- Vergoldeter Bronze, mit Steingarten- und Blumendekor aus der Zeit Ludwig XV.[3]
- Wanduhr mit Gehäuse aus Weichporzellan und teilvergoldetem Messing, Zifferblatt: weiße Emaille, Uhrwerk: Messing und Stahl[4]